# Theronia
Theronia är ett släkte av steklar som beskrevs av Holmgren 1859. Theronia ingår i familjen brokparasitsteklar.

## Dottertaxa tillTheronia, i alfabetisk ordning[1][2]
- Theronia angustatrix
- Theronia arrosor
- Theronia atalantae
- Theronia atralaris
- Theronia badia
- Theronia brachyura
- Theronia brunettea
- Theronia clathrata
- Theronia compacta
- Theronia depressa
- Theronia destructor
- Theronia dimidia
- Theronia flava
- Theronia flaviceps
- Theronia flavistigma
- Theronia flavopuncta
- Theronia fraucai
- Theronia frontella
- Theronia hilaris
- Theronia hispida
- Theronia laevigata
- Theronia lucida
- Theronia lurida
- Theronia maculosa
- Theronia maskeliyae
- Theronia nigrivertex
- Theronia placida
- Theronia pseudozebra
- Theronia punctata
- Theronia pygmaea
- Theronia rectangulata
- Theronia simillima
- Theronia steindachneri
- Theronia trilineata
- Theronia unilineata
- Theronia univittata
- Theronia wickhami
- Theronia viridis
- Theronia zebra